# زیست‌شناسی ساختاری

هموگلوبین ، پروتئین انتقال دهنده اکسیژن موجود در گلبول قرمز خون

زیست‌شناسی ساختاری (انگلیسی: Structural biology) شاخه ای از زیست شناسی مولکولی ، بیوشیمی و بیوفیزیک است که مربوط به ساختار مولکولی ماکرو مولکول های بیولوژیکی (به ویژه پروتئین ها ، ساخته شده از اسیدهای آمینه ، RNA یا DNA ، ساخته شده از نوکلئوتیدها و غشاها ، ساخته شده از لیپیدها) ، آنها ساختارهایی را که دارند به دست می آورند و اینکه چگونه تغییرات در ساختار آنها بر عملکرد آنها تأثیر می گذارد.
این موضوع از نظر زیست شناسان بسیار مورد توجه است زیرا ماکرومولکول ها بیشتر عملکرد سلول ها را انجام می دهند و فقط با کولیز شدن به شکل های خاص سه بعدی قادر به انجام این عملکردها هستند. این معماری ، "ساختار سوم" مولکول ها ، به روشی پیچیده به ترکیب اساسی هر مولکول یا "ساختار اولیه" بستگی دارد.
هموگلوبین ، پروتئین انتقال دهنده اکسیژن موجود در گلبول های قرمز خون، مولکول های زیستی حتی با پیشرفته ترین میکروسکوپ های نوری برای دیدن جزئیات بسیار کوچک هستند. روشهایی که زیست شناسان ساختاری برای تعیین ساختارهای خود استفاده می کنند ، معمولاً شامل اندازه گیری همزمان تعداد زیادی مولکول یکسان است.

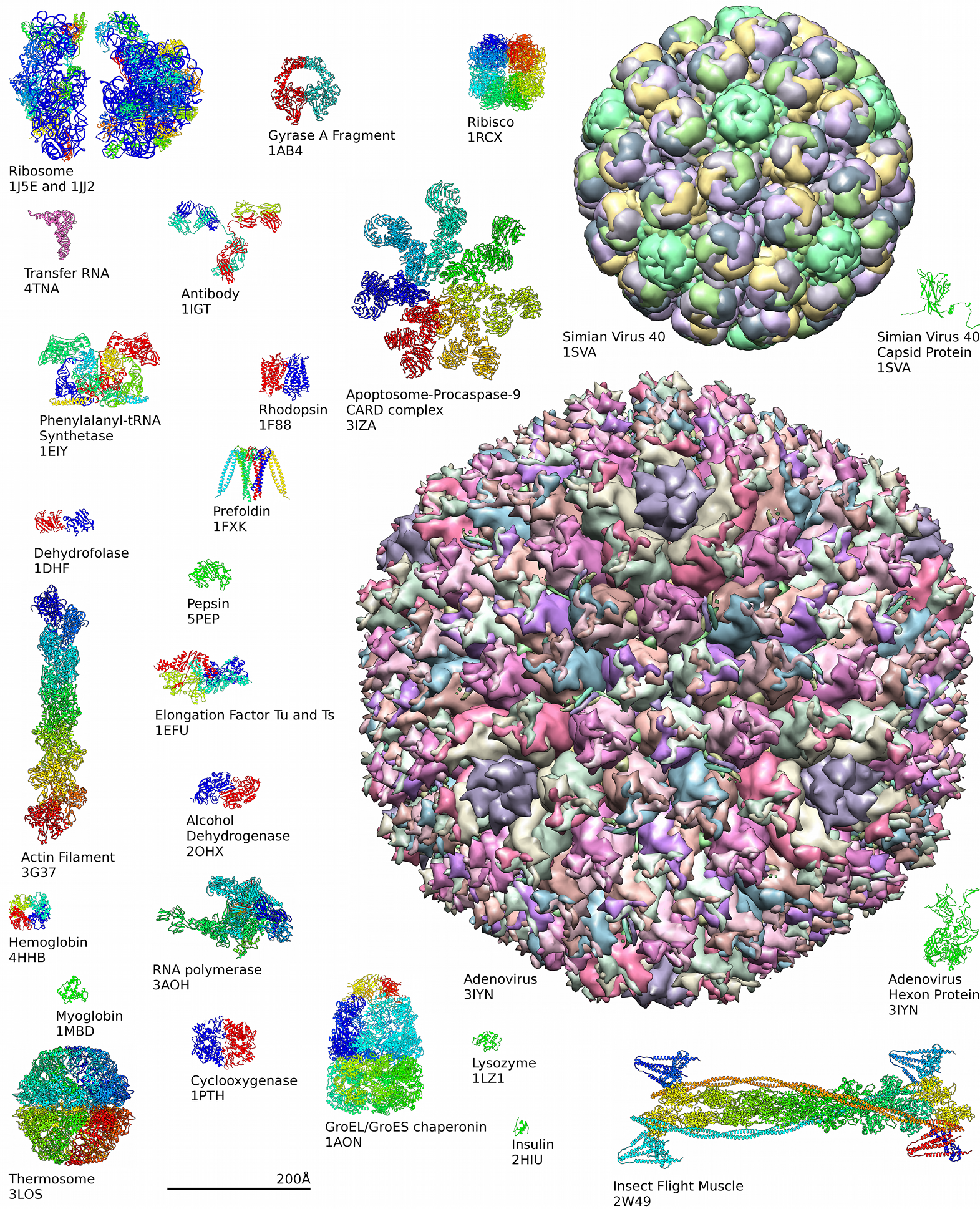
نمونه هایی از ساختارهای پروتئینی از بانک اطلاعات پروتئین (PDB)

اغلب محققان از آنها برای مطالعه "حالات بومی" ماکرومولکول ها استفاده می کنند. اما از تغییرات این روشها برای تماشای مولکولهای تازه متولد شده یا دناتوره شده برای فرض یا بکار بردن حالتهای بومی آنها نیز استفاده می شود. تاشو پروتئین را ببینید.
رویکرد سومی که زیست شناسان ساختاری برای درک ساختار در پیش می گیرند ، بیوانفورماتیک است که به دنبال الگوهایی از توالی های متنوع است که شکل های خاصی را به‌وجود می آورد. محققان اغلب می توانند جنبه هایی از ساختار پروتئین های غشای انتگرال را بر اساس توپولوژی غشا پیش بینی شده توسط تجزیه و تحلیل آبگریزی استنباط کنند.
در چند سال گذشته امکان تکمیل مدل های مولکولی بسیار دقیق فیزیکی برای تکمیل مطالعه سیلیسی ساختارهای بیولوژیکی فراهم شده است. نمونه هایی از این مدلها را می توان در بانک اطلاعات پروتئین یافت.
تکنیک های محاسباتی مانند شبیه سازی دینامیک مولکولی را می توان همراه با استراتژی های تعیین ساختار تجربی برای گسترش و مطالعه ساختار پروتئین ، ترکیب و عملکرد استفاده کرد.